# 称名寺 (奈良市)
称名寺（しょうみょうじ）は奈良県奈良市菖蒲池町にある浄土宗西山派の寺院である。山号は日輪山。

## 歴史
文永2年（1265年）に興福寺の学僧が常行念仏の道場として創建したものである。当初は興福寺の別院で、興北寺（こうほくじ）とも称した。現在の奈良女子大学の南側にあったが、慶長7年（1602年）現在地に移転した。また、侘び茶の祖として知られる村田珠光が11歳のときに出家したとされる。

## 建造物
- 本堂
- 獨盧庵（どくろあん） - 別名珠光庵。村田珠光の好みと伝えられる（現在では否定されている）。三畳敷であるが点前座の一畳を台目構えとし、また一畳半の鞘の間との敷居を外して四畳半の席にもすることのできる、大変珍しい席である。文化年間（1804年-1818年）の作。

## 文化財
- 木造阿弥陀如来坐像（重要文化財） - 中品中生印を結ぶ阿弥陀如来像で、親しみやすい印象を与えようとする心づかいが像のすみずみにまで行きわたっており、平安時代後期の定朝様の特色がよくあらわれている。
- 木造釈迦如来坐像（重要文化財）
- 木造薬師如来立像（重要文化財）（奈良国立博物館寄託）
- 木造地蔵菩薩立像（重要文化財） - ずんぐりとした太めの体躯に特色がある桧材の一木造の像で、面貌も穏やかに整っている点などを考慮すると一見古様には見えるが、平安時代（10世紀末から11世紀初め頃）の制作と思われる。（奈良国立博物館寄託）
- 木造増長天立像（重要文化財）（奈良国立博物館寄託）
- 千体地蔵尊 - 戦国武将・松永久秀が永禄元年（1558年）に多聞城を築城する際、その城壁に用いた地蔵石像で、その数は約1,900体に及ぶ。

## 交通アクセス
- 近鉄奈良駅7-N出口より徒歩5分（経路案内）。
- 奈良交通バス（市内循環外回り）で「近鉄奈良駅」下車、徒歩6分（経路案内）。
- JR奈良駅東口より徒歩14分（経路案内）。

## 所在地
- 〒630-8254 奈良市菖蒲池町7番地